# Lady, una vera signora
Lady, una vera signora (The Lady) è un film muto del 1925 diretto da Frank Borzage.

## Trama
Polly Pearl, una cantante di second'ordine, sposa Leonard St. Aubyns, un giovane aristocratico squattrinato. Il padre di lui lo disereda immediatamente e i due giovani sono costretti a vivere poveramente, dopo che Leonard ha sperperato i suoi pochi averi a Montecarlo. Dopo la morte del marito, Polly si trova a dover allevare da sola il loro bambino e trova lavoro in un locale di Marsiglia. Il vecchio St. Aubyns cerca di sottrarle il figlio, reputandola una poco di buono. Lei, allora, affida il bambino a un conoscente inglese che porta via con sé il piccolo. Quando però Polly va a Londra per riprendere il figlio, non riesce più a trovarlo.
Sono passati alcuni anni e Polly, a Le Havre, è diventata proprietaria di un caffè. Nel suo locale, è testimone della morte di un giovane soldato britannico ucciso incidentalmente da un commilitone ubriaco. La donna scopre che il militare è proprio il figlio perduto: per salvarlo dall'accusa di omicidio, tenta di assumersi lei la responsabilità ma il ragazzo, per senso dell'onore, non accetta il sacrificio di Polly. Il giovane riesce a sfuggire alle autorità e a imbarcarsi su una nave in partenza per l'America. Dietro di sé, lascia la madre, felice per averlo finalmente rivisto.

## Produzione
Il film fu prodotto dalla Norma Talmadge Film Corporation. Venne girato nell'ottobre 1924.

## Distribuzione
Distribuito dalla First National Pictures, il film - presentato da Joseph M. Schenck - uscì nelle sale cinematografiche statunitensi l'8 febbraio 1925.
Copia della pellicola, un positivo incompleto in 35 mm mancante del secondo rullo, viene conservato negli archivi della Library of Congress.